# ViuTVsix電視劇集列表
本條目列出ViuTVsix已播映／正在播映的電視劇集。